# Riccardo Cuor di... Melone
Riccardo Cuor di... Melone (Knighty Knight Bugs) è un film del 1958 diretto da Friz Freleng. È un cortometraggio animato della serie Looney Tunes, prodotto dalla Warner Bros. e uscito negli Stati Uniti il 23 agosto 1958. Dagli anni ottanta viene distribuito col titolo Il cavaliere Bugs.
Bugs Bunny, il giullare di Re Artù, deve recuperare una spada che canta da Yosemite Sam (un Cavaliere Nero) e il suo drago sputafuoco sempre raffreddato. Il film è un parziale remake del precedente Deserto ma non troppo di Freleng, che in gran parte vedeva anch'esso Bugs all'interno di un edificio (in quel caso, una fortezza) e Sam all'esterno, che provava più volte (invano) ad entrare.
Questo cartone animato è noto per essere l'unico cortometraggio di Bugs Bunny ad aver vinto un Premio Oscar, nel 1959, per il miglior cortometraggio d'animazione. Il cortometraggio è visibile all'inizio del film antologico Looney, Looney, Looney Bugs Bunny Movie (1981).

## Trama
Re Artù chiede ai Cavalieri della Tavola Rotonda - tra cui Sir Osi di Fegato e Sir Lonza di Manzo - un volontario per recuperare la spada cantante rubata dal Cavaliere Nero, ma loro affermano che il Cavaliere Nero è invincibile e ha un drago sputafuoco a guardia della spada. Bugs, il giullare di corte, afferma di essere più coraggioso dei cavalieri, così Artù gli dà il compito di recuperare la spada.
Al castello del Cavaliere Nero, ovvero Yosemite Sam, c'è un drago sputafuoco raffreddato, che ogni volta che starnutisce spara delle fiamme dal naso. Bugs si intrufola dentro al castello e trova un forziere da cui tira fuori la spada cantante. La spada inizia a vibrare suonando la melodia di "Cuddle up a Little Closer, Lovey Mine". Sam si sveglia e comincia a inseguire Bugs a cavallo del drago.
Bugs corre fuori dal castello e si nasconde in un buco. Poi, mentre Sam è fermo, ritorna nel castello e solleva il ponte levatoio quando Sam arriva, facendolo cadere nel fossato. Quando Sam esige che Bugs abbassi il ponte levatoio, il coniglio lo cala proprio sulla testa di Sam, schiacciandolo. Sam usa quindi una catapulta per lanciarsi verso la finestra dove è affacciato Bugs, ma la manca e colpisce la parete, rimanendo appiattito. Poi lega una corda attorno a una merlatura del castello, ma mentre si sta arrampicando Bugs gli colpisce la testa con un martello, facendolo uscire dall'armatura.
Pensando che la via sia libera, Bugs sguscia fuori dal castello. Sam e il suo drago sono nascosti dietro una roccia, ma uno starnuto del drago li fa scoprire. Bugs corre di nuovo nel castello, seguito da Sam e dal drago. Durante l'inseguimento Bugs riesce a rinchiudere Sam e il drago nella stanza degli esplosivi. Mentre Bugs si allontana dal castello, il drago starnutisce di nuovo, e la torre dove i due si trovano decolla come un razzo, volando verso la Luna. Bugs li saluta e se ne va con la spada, che comincia a cantare "Aloha ʻOe".

## Riconoscimenti
Tra tutti i cartoni animati di Bugs Bunny, questo è l'unico ad aver vinto l'Oscar al miglior cortometraggio d'animazione nel 1959. In tal modo, esso batté Paul Bunyan dei Walt Disney Studios e Sidney's Family Tree della Terrytoons. Fu il terzo cartone animato di Bugs Bunny candidato all'Oscar, dopo Caccia al coniglio nel 1940 e Ciavatta e Rosicchio nel 1941. L'Oscar venne consegnato a John W. Burton, il produttore di questo cartone animato.
Nell'episodio de I favolosi Tiny "Chi ha rapito Bugs Bunny?" la vittoria agli Oscar de Il cavaliere Bugs è un importante punto della trama. Emerge che nel 1959 un cartone animato di Sappy "Slaphappy" Stanley (un elefante, doppiato da Jonathan Winters) era stato sconfitto per il premio "Sclockser" (una parodia dell'Oscar) da Il cavaliere Bugs. Come risultato, Stanley disprezzò l'industria cinematografica degli Stati Uniti e si trasferì in Francia, dove diventò una star nazionale (parodiando l'analogo movimento di carriera di Jerry Lewis), ma covava ancora un amaro rancore contro Bugs, che si conclude con la trama del episodio. Sappy Stanley non è un personaggio dei cartoni animati preesistente, essendo stato creato per l'episodio, ma una parodia del personaggio della Terrytoons Sidney the Elephant, alias "Silly Sidney", il cui cartone animato Sidney's Family Tree era in effetti nominato per un Oscar lo stesso anno de Il cavaliere Bugs.

## Distribuzione

### VHS
Il cortometraggio è incluso nella VHS Bugs Bunny: 1.

### DVD
Il cortometraggio è incluso nel disco 1 di Looney Tunes Golden Collection: Volume 4, nel cofanetto Warner Bros. Home Entertainment: Collezione Oscar d'animazione, in Looney Tunes: Scatenati e Il meglio di Bugs Bunny, in Looney Tunes: Collezione Bugs Bunny e nel doppio DVD Il meglio di Warner Bros. - 50 Cartoons da collezione Looney Tunes.